# Бесконтактный датчик
Бесконтактный датчик (англ. proximity sensor), сенсорный выключатель (англ. proximity switch) — датчик сближения, действующий без соприкосновения с объектом. Сближение с объектом, движущимся по определенной траектории обнаруживается путевыми датчиками.
Слово бесконтактный вошло в русский литературный язык в 70-е годы XX века.

## Применение
Ёмкостные бесконтактные датчики популярны в качестве клавиатур на бытовых приборах (например, варочных поверхностях). Их достоинства — единообразие дизайна, простота и дешевизна реализации, легкость герметизации.
Пирометрические бесконтактные датчики движения широко используются в системах охраны зданий.
Ультразвуковые датчики чаще всего можно встретить в системах помощи при парковке (парковочных радарах) автомобилей и в системах охраны территории.

## Принцип действия

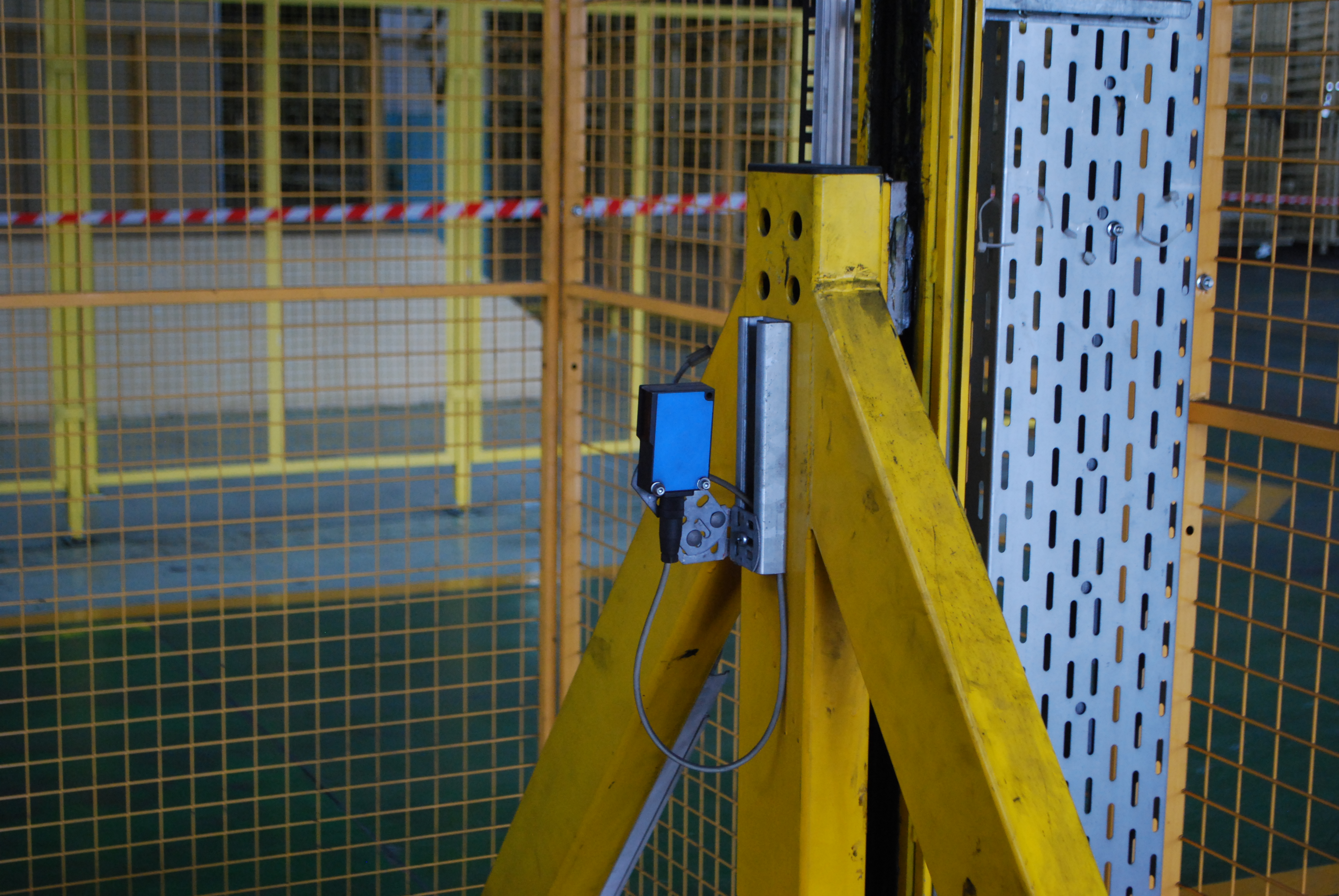
Оптический датчик

- Ёмкостные выключатели бесконтактные. Измеряют ёмкость электрического конденсатора, в воздушный диэлектрик которого попадает регистрируемый объект. Используются в качестве бесконтактных («сенсорных») клавиатур и как датчики уровня жидкостей.
- Индуктивные выключатели бесконтактные. Измеряют параметры катушки индуктивности, в поле которой попадает регистрируемый металлический объект. Дальность регистрации типового промышленного датчика — от долей до единиц сантиметров. Характеризуются простотой, дешевизной и высокой стабильностью параметров. Широко применяются в качестве концевых датчиков станков.
- Оптические выключатели бесконтактные. Работают на принципе перекрытия луча света непрозрачным объектом. Дальность типовых промышленных датчиков — от долей до единиц метров. Широко применяются на конвейерных линиях как датчик наличия объекта, используются также для контроля пространственных характеристик предмета (высота, длина, ширина, глубина, диаметр) и подачи сигнала на управляемый механизм при достижении указанного порога.
- Ультразвуковые датчики. Работают на принципе эхолокации ультразвуком. Относительно дешевое решение позволяет измерять расстояние до объекта. Широко применяются в парктрониках автомобилей.
- Микроволновые датчики. Работают на принципе локации СВЧ излучением «на просвет» или «на отражение». Получили ограниченное распространение в системах охраны как датчики присутствия или движения.
- Магниточувствительные выключатели бесконтактные. Простая пара магнит — геркон или датчик Холла. Дешевы и просты в изготовлении. Широко применяются в системах контроля доступа и охраны зданий как датчики открывания дверей и окон.
- Пирометрические датчики. Регистрируют изменения фонового инфракрасного излучения. Получили широкое распространение в системах охраны зданий как датчики движения.

## Инфракрасный датчик движения человека

### Применение
- Автоматическое управление освещением
- Различные автоматизированные системы управления (АСУ)

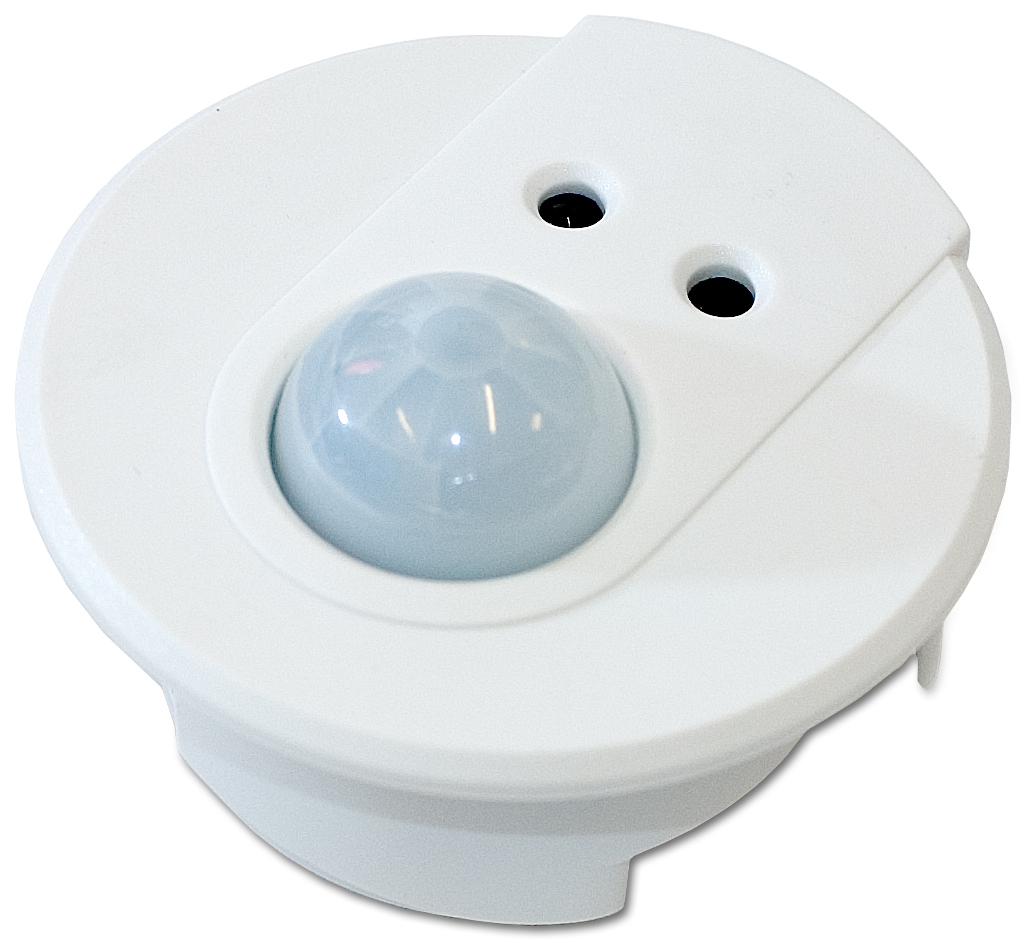
Мультисенсор 3 в одном: Инфракрасный датчик движения и освещенности и ИК-приемник

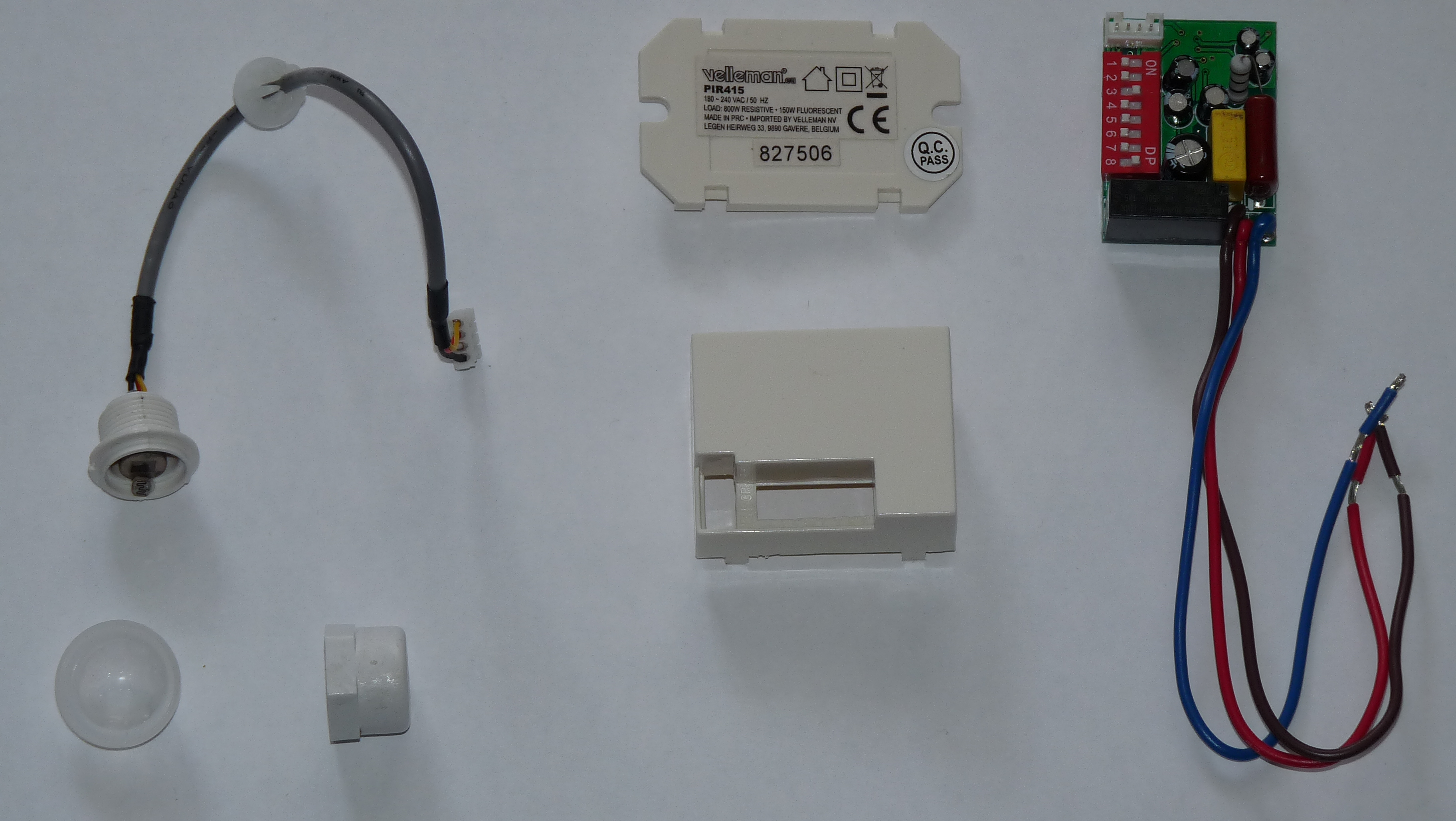
Разобранный датчик движения

### Принцип работы датчика
Принцип работы основан на отслеживании уровня ИК-излучения в поле зрения датчика (как правило, пироэлектрического). Сигнал на выходе датчика монотонно зависит от уровня ИК излучения, усредненного по полю зрения датчика. При появлении человека (или другого массивного объекта с температурой большей, чем температура фона) на выходе пироэлектрического датчика повышается напряжение. Для того чтобы определить, движется ли объект, в датчике используется оптическая система — линза Френеля. Иногда вместо линзы Френеля используется система вогнутых сегментных зеркал. Сегменты оптической системы (линзы или зеркала) фокусируют ИК-излучение на пироэлементе, выдающем при этом электроимпульс. По мере перемещения источника ИК-излучения, оно улавливается и фокусируется разными сегментами оптической системы, что формирует несколько последовательных импульсов. В зависимости от установки чувствительности датчика, для выдачи итогового сигнала на пироэлемент датчика должно поступить 2 или 3 импульса.